# ولمپکدی
ولمپکدی (به لاتین: Vellampakkaddy) یک منطقهٔ مسکونی در سری‌لانکا است که در استان شمالی (سری‌لانکا) واقع شده‌است.